# Incidence (épidémiologie)
Pour les articles homonymes, voir Incidence.
Ne doit pas être confondu avec Prévalence.
 (novembre 2008).
En épidémiologie, l'incidence d'une maladie est le nombre de nouveaux cas de cette maladie observés sur une période donnée. Le taux d'incidence est calculé en rapportant ce nombre de nouveaux cas (population incidente) à la taille de la population cible, toujours pendant une période donnée. Ce taux est un des critères les plus importants pour évaluer la fréquence et la vitesse d'apparition de nouveaux cas atteints d'une pathologie (tandis que la prévalence mesure la proportion de la population atteinte par la maladie à un moment donné).

## Évolution de l'incidence

Représentation schématique d'évolutions possibles de l'incidence d'une maladie au cours du temps.

Les variations de l'incidence d'une maladie correspondent à son évolution : stable lors de phases d'endémie, en augmentation en cas d'épidémies et de pandémies, ou en diminution.

## Calcul du taux d'incidence
En épidémiologie, l'incidence dans une population (qui doit être « à risque », c'est-à-dire que ses membres doivent pouvoir contracter la maladie) est exprimée en nombre de nouveaux cas rapporté par personne-temps, c'est-à-dire la durée additionnée de suivi des individus à risque dans la population étudiée.
{\displaystyle I={\frac {N}{P\times D}}} avec N le nombre de nouveaux cas, P le nombre d'individus total de la population étudiée et D la durée de la période d'observation.
Par exemple, si 100 personnes à risque (P=100) ont été étudiées pendant 2 ans (D=2), la durée totale du suivi est de 100 × 2 = 200 personnes-années. Et s'il y a eu 5 nouveaux cas de la maladie durant l'étude (N=5), le taux d'incidence sera de 5 cas pour 200 personnes-années, ou de 2,5 cas pour 100 personnes-années.
5/100*2 = 5/200 = 0,025

En pourcentage ce serait 0,025 * 100 = 2,5%
En général, on s'intéresse à la première occurrence d'une maladie donnée chez une personne (au premier cancer et non à ses éventuelles récidives chez un même patient, par exemple). Dans l'exemple précédent, les cinq cas diagnostiqués pendant l'étude ne sont plus « à risque » à partir du moment où ils sont diagnostiqués. S'ils ont contracté la maladie après six mois d'observation, ils n'ont donc été à risque que pendant six mois. La durée totale du suivi pour cette étude est donc de 190 personnes-années pour les personnes qui n'ont pas la maladie (95 personnes fois 2 ans) et de 2,5 personnes-années pour les cas (6 mois fois 5 cas). Le taux d'incidence exact est donc de 5 cas pour 192,5 personnes-années (ou de 2,6 cas pour 100 personnes-années). Si la différence est peu significative dans cet exemple, elle devient importante lorsque la maladie est fréquente et le taux d'incidence s'écrit sous la forme :
{\displaystyle I={\frac {N}{\sum _{i=1}^{P}\Delta t{\scriptstyle {\text{i}}}}}} avec {\displaystyle \Delta t{\scriptstyle {\text{i}}}} la durée d'observation pour l'individu i.
Dans la plupart des communications scientifiques, le taux d'incidence est exprimé en « nombre de personnes pour 100 000 personnes par année ». Ce taux suppose que la maladie est rare et donc que la contribution à la durée totale du suivi des cas est négligeable par rapport au reste de la population.